# Боровое (Куйтунский район)
Борово́е — упразднённое в 2004 году село в Куйтунском районе Иркутской области России. Входило в состав Андрюшинского муниципального образования.

## География
Располагалось в 27 километрах от райцентра на ручье Рычегуй.

## История
Населённый пункт основан в 1906 году.  Свою историю село начало с переселение в эти края во времена Столыпинской реформы братьев Быстрова , Орлова, Федорова. Они приехали без семей для получения наделов земли. Построили дома и уже в 1908 году перевезли семьи. Дома стали обрастать надворными постройками:  амбары под зерно, хлева для скота. 
В 1914-1915 годах построили в школу.
Согласно переписи населения СССР 1926 года посёлок Боровой, где насчитывалось 114 дворов, 601 житель (305 мужчин и 296 женщин), функционировала школа. В 1920-х-1930-х годах входил в состав Барлукского сельсовета.
Во времена коллективизации, в 1932 году, в селе образовали колхоз «Заветы Ильича». В 1951г. открылась первая библиотека. 
На 1966 год село Боровое в составе Барлукского сельсовета. В 1961 году образовался совхоз «Иркутский», в 1963г. перевели в совхоз
Барлукский, в 1974г. совхоз «Андрюшинский». В 1998 году совхоз «Андрюшинский» распался, село Боровое соединили с Березовкой.
15 мая 2002 года в результате сильного лесного пожара, сопровождаемого ветром силой 25 метров в секунду в течение 40 минут село было практически полностью уничтожено, из 76 домов целыми остались только 16, а также здания школы и клуба. Многие жители серьёзно пострадали, однако жертв удалось избежать.
В 2004 году населённый пункт был официально упразднён.

## Население
На начало 2002 года в населённом пункте насчитывалось 70 (по другим данным 76) домов, постоянно проживали 120 человек, в том числе 22 ребёнка. В результате лесного пожара 15 мая 2002 года село было практически полностью уничтожено. Жители как сгоревших, так и уцелевших домов получили сертификаты на приобретение нового жилья. Год спустя село покинули последние жители.